# Eddie Murray
Eddie Clarence Murray (ur. 24 lutego 1956) – amerykański baseballista, który występował na pozycji pierwszobazowego i jako designated hitter.

## Kariera zawodnicza
Murray został wybrany w 1973 w trzeciej rundzie draftu przez Baltimore Orioles i początkowo grał w klubach farmerskich tego zespołu, między innymi w Rochester Red Wings, reprezentującym poziom Triple-A. W MLB zadebiutował 7 kwietnia 1977 w meczu przeciwko Texas Rangers jako DH, zaliczając uderzenie. W sezonie 1977 rozegrał 160 meczów, uzyskał średnią uderzeń 0,283, zdobył 27 home runów, zaliczył 88 RBI i został wybrany najlepszym debiutantem w American League. Rok później po raz pierwszy otrzymał powołanie do All-Star Game.
Jako zawodnik Orioles dwukrotnie zajmował 2. miejsce w głosowaniu do nagrody MVP American League i trzykrotnie otrzymał Złotą Rękawicę. W 1983 zagrał we wszystkich meczach World Series, w których Orioles pokonali Philadelphia Phillies 4–1. W grudniu 1988 w ramach wymiany zawodników przeszedł do Los Angeles Dodgers. W 1990 uzyskał najlepszą średnią uderzeń w MLB (0,330), jednak w National League najlepszym uderzającym został Willie McGee ze średnią 0,335, który w drugiej części sezonu przeszedł z St. Louis Cardinals do zespołu z American League Oakland Athletics, gdzie uderzał średnio 0,274, a w całym sezonie 0,324.
W listopadzie 1991 Murray jako wolny agent podpisał kontrakt z New York Mets, zaś w grudniu 1993 z Cleveland Indians. 30 czerwca 1995 w meczu przeciwko Minnesota Twins zaliczył 3000. uderzenie. Grał jeszcze w Baltimore Orioles (1996), w barwach którego zdobył 500. home runa, Anaheim Angels (1997) i Los Angeles Dodgers (1997), w którym zakończył zawodniczą karierę.
W późniejszym okresie był między innymi trenerem pałkarzy w Cleveland Indians i Los Angeles Dodgers. W 2003 został uhonorowany członkostwem w Baseball Hall of Fame.

## Nagrody i wyróżnienia
| Nagroda/wyróżnienie            | Lata                                           | Źródło |
| 8× All-Star                    | 1978, 1981, 1982, 1983, 1984, 1985, 1986, 1991 | [ 3 ]  |
| 3× Gold Glove Award            | 1982, 1983, 1984                               | [ 3 ]  |
| 3× Silver Slugger Award        | 1983, 1984, 1990                               | [ 3 ]  |
| Zwycięzca w World Series       | 1983                                           | [ 4 ]  |
| AL Rookie of the Year Award    | 1977                                           | [ 3 ]  |
| 3000 hit club                  |                                                | [ 6 ]  |
| 500 home run club              |                                                | [ 7 ]  |
| Baseball Hall of Fame          | od 2003                                        | [ 9 ]  |
| # 33 zastrzeżony przez Orioles | 1998                                           | [ 10 ] |